# Guzmania sphaeroidea
Guzmania sphaeroidea là một loài thực vật có hoa trong họ Bromeliaceae. Loài này được (André) André ex Mez mô tả khoa học đầu tiên năm 1896.